# Des femmes migrantes et des hommes locaux
 (juillet 2025).
 (janvier 2021).
Des femmes migrantes et des hommes locaux (chinois : 外來媳婦本地郎) est une série télévisée chinoise. La série est donnée la première sur la chaîne RTGD Rivière des Perles (zh) en novembre 2020.

## Synopsis
Les histoires de la série ont lieu dans une maison traditionnelle à l’arrondissement de Saï Gwan (zh), à Canton. Kāng Érshòu et Wáng Yùlián ont donné le jour à quatre fils. Ces quatre fils sont mariés aux femmes migrantes. Les histoires concernent les chocs culturels entre les membres de la famille Kāng et des autres comédies de leur vie quotidienne.

## Distribution

### Personnalités principales
| Acteur                                         | Caractère      | Description                                                                   |
| Les parents                                    | Les parents    | Les parents                                                                   |
| ---------------------------------------------- | -------------- | ----------------------------------------------------------------------------- |
| Gōng Jǐntáng                                   | Kāng Érshòu    | Le tête de la famille Kāng.                                                   |
| Huáng Jǐncháng                                 | Wáng Yùlián    | Femme au foyer. Femme de Kāng Érshòu.                                         |
| Les fils et les belles-filles                  |                |                                                                               |
| Sū Zhìdān                                      | Kāng Qíguāng   | Fils aîné de Kāng Érshòu et de Wáng Yùlián.                                   |
| Dīng Líng                                      | Cháng Xiānglán | Native de Hénán. Femme de Kāng Qíguāng.                                       |
| Guō Chǎng (2000—2006) Zhōu Xiǎobīn (2007—2009) | Kāng Qízōng    | 2e fils de Kāng Érshòu et de Wáng Yùlián. Mort en 2009.                       |
| Hǔ Yànfēn                                      | Sū Miàochán    | Native de Cháozhōu. Femme/Veuve de Kāng Qízōng.                               |
| Péng Xīnzhì                                    | Kāng Qíyào     | 3e fils de Kāng Érshòu et de Wáng Yùlián.                                     |
| Liú Tāo (zh)                                   | Hú Xìngzi      | Native de Shànghǎi. Ancienne femme de Kāng Qíyào.                             |
| Qián Yíng                                      | Huáng Fēi      | Née à Canton, mais ses parents sont du Sìchuān. Femme actuelle de Kāng Qíyào. |
| Xú Ruòqí                                       | Kāng Qízǔ      | Fils cadet de Kāng Érshòu et de Wáng Yùlián.                                  |
| Esther Haubensack                              | Diana          | Native de la Californie. Ancienne femme de Kāng Qízǔ.                         |
| Les petits-enfants                             |                |                                                                               |
| Lǐ Jùnyì                                       | Kāng Tiānxiū   | Fils de Kāng Qízōng et de Sū Miàochán.                                        |
| Liú Yíngyíng                                   | Luō Fēiyàn     | Chinoise-brésilienne. Femme de Kāng Tiānxiū.                                  |
| Zhāng Wénbó                                    | Kāng Tiānyòu   | Fils de Kāng Qíguāng et de Cháng Xiānglán.                                    |
| Hé Wényīn                                      | Kāng Zhīzi     | Fille de Kāng Qíyào et de Hú Xìngzi. Née au Japon.                            |
| Wáng Chén (2002—2007) Xiè Ēn (2007—)           | Paul Kāng      | Née à la Californie. Fils de Kāng Qízǔ et de Diana.                           |